# 罗伞 (植物)
罗伞（学名：Brassaiopsis glomerulata）为五加科罗伞属的植物。分布在越南、印度、印度尼西亚、尼泊尔、柬埔寨、老挝以及中国大陆的贵州、云南、广东、四川、广西等地，生长于海拔200米至2,400米的地区，多生长在森林中。

## 别名
鸭脚罗伞（中国高等植物图鉴）、柏那参（中国树木分类学）、掌叶树（种子植物名称、广西植物名录）、华丽柏那参（中国种子植物分类学）

## 变种
- 短梗罗伞（学名：Brassaiopsis glomerulata var. brevipedicellata）为五加科罗伞属罗伞的变种。分布在老挝、越南以及中国大陆的云南等地，生长于海拔850米至1,500米的地区，多生于森林中。
- 厚叶罗伞（学名：Brassaiopsis glomerulata var. coriacea）是五加科罗伞属罗伞的变种。分布在中国大陆的云南等地，生长于海拔1,000米至2,000米的地区，一般生长在山谷密林中。
- 长梗罗伞（学名：Brassaiopsis glomerulata var. longipedicellata）是五加科罗伞属罗伞的变种。分布于中国大陆的广西、云南、贵州等地，生长于海拔350米至1,300米的地区，一般生于密林中。